# Устимівка (Глобинська міська громада)
Усти́мівка — село в Україні, у Глобинській міській громаді, Кременчуцького району Полтавської області. Населення на 1 січня 2011 року становить 741 особу.

## Географія
Розташоване за 34 км від райцентру Кременчук, на лівому березі річки Сухий Кагамлик, вище за течією на відстані 3,5 км розташовано село Пироги, нижче за течією на відстані 5 км розташовано село Погреби, на протилежному березі — село Бабичівка. Річка в цьому місці пересихає, на ній зроблена велика загата.
Має декілька кутків, які називаються в народі: кавчуки, гребля, загребля, кухнєбівка….
Площа населеного пункту — 372,5 га.

## Історія
Вже з першої половини XVII століття є спогади про існування Устимівки.
1766 року про село Устимівка зауважено, що то колишній хутір Кагамлицький, що належав козацьким старшинам з роду Устимовичів (згодом Сахно-Устимовичів). Від їх прізвища і назва Устимівки.
За переказами місцевих мешканців, в 1960-х роках при встановленні водонапірної вежі на кургані, було знайдене середньовічне поховання — скелет чоловіка у військових обладунках зі зброєю.
У 1893 заснований місцевим поміщиком надвірним радником В. В. Устимовичем Устимівський дендрологічний парк.
У Вікіпедії є статті про інші значення цього терміна: Устимівка.
12 червня 2020 року, відповідно до розпорядження Кабінету Міністрів України № 721-р «Про визначення адміністративних центрів та затвердження територій територіальних громад Полтавської області», село увійшло до складу Глобинської міської громади.
19 липня 2020 року, в результаті адміністративно - територіальної реформи та ліквідації Глобинського району, село увійшло до складу новоутвореного Кременчуцького району.

## Населення
Населення села на 1 січня 2011 року становить 741 особа у 385 дворах., у 2001 році — 772 особи, у 2011 році — 741 особи, 385 домогосподарств.

### Мова
Розподіл населення за рідною мовою за даними перепису 2001 року:
| Мова            | Кількість | Відсоток |
| --------------- | --------- | -------- |
| українська      | 738       | 95.60%   |
| російська       | 31        | 4.01%    |
| білоруська      | 1         | 0.13%    |
| інші/не вказали | 2         | 0.26%    |
| Усього          | 772       | 100%     |

## Економіка
Сільськогосподарські підприємства:
- Устимівська дослідна станція рослинництва ім. В. Я. Юр'єва Української академії аграрних наук
- ФГ «Златопіль» (голова — Колісник Михайло Григорович)
- хлібопекарня

## Інфраструктура
У селі розташовані:
- відділення поштового зв'язку
- Устимівська ЗОШ І-ІІ ст.
- фельдшерсько-акушерський пункт
- дитсадок
- Устимівський клуб
- три магазини
- кафе

Село газифіковане.

### Дендрологічний парк
Устимівський дендрологічний парк загальнодержавного значення (з 1983). Заснований 1893 місцевим поміщиком, надвірним радником В. В. Устимовичем.
Парк поділено системою алей на 51 куртину. В одній ростуть колекції дубів, у іншій — тополі, гіркокаштани та ін. У кожній ділянці дерева й чагарники ростуть або окремими групами, між якими залишаються ділянки для газонів і галявин, або повністю займають всю площу.
У 1964 колекція дендропарку (без інтродукційного розсадника) налічувала 476 видів (зараз 483). Загальна кількість дерев і чагарників — понад 12 тисяч. Устимівський дендропарк перебуває у віданні Устимівської дослідної станції рослинництва Інституту рослинництва імені В. Я. Юр'єва НААН. Площа 8,44 га.

## Спорт
Є футбольна команда, яка утримується фермерським господарством «Златопіль».

## Пам'ятники
- Пам'ятник воїнам-односельцям, загиблим під час Другої світової війни.[1]

## Відомі люди

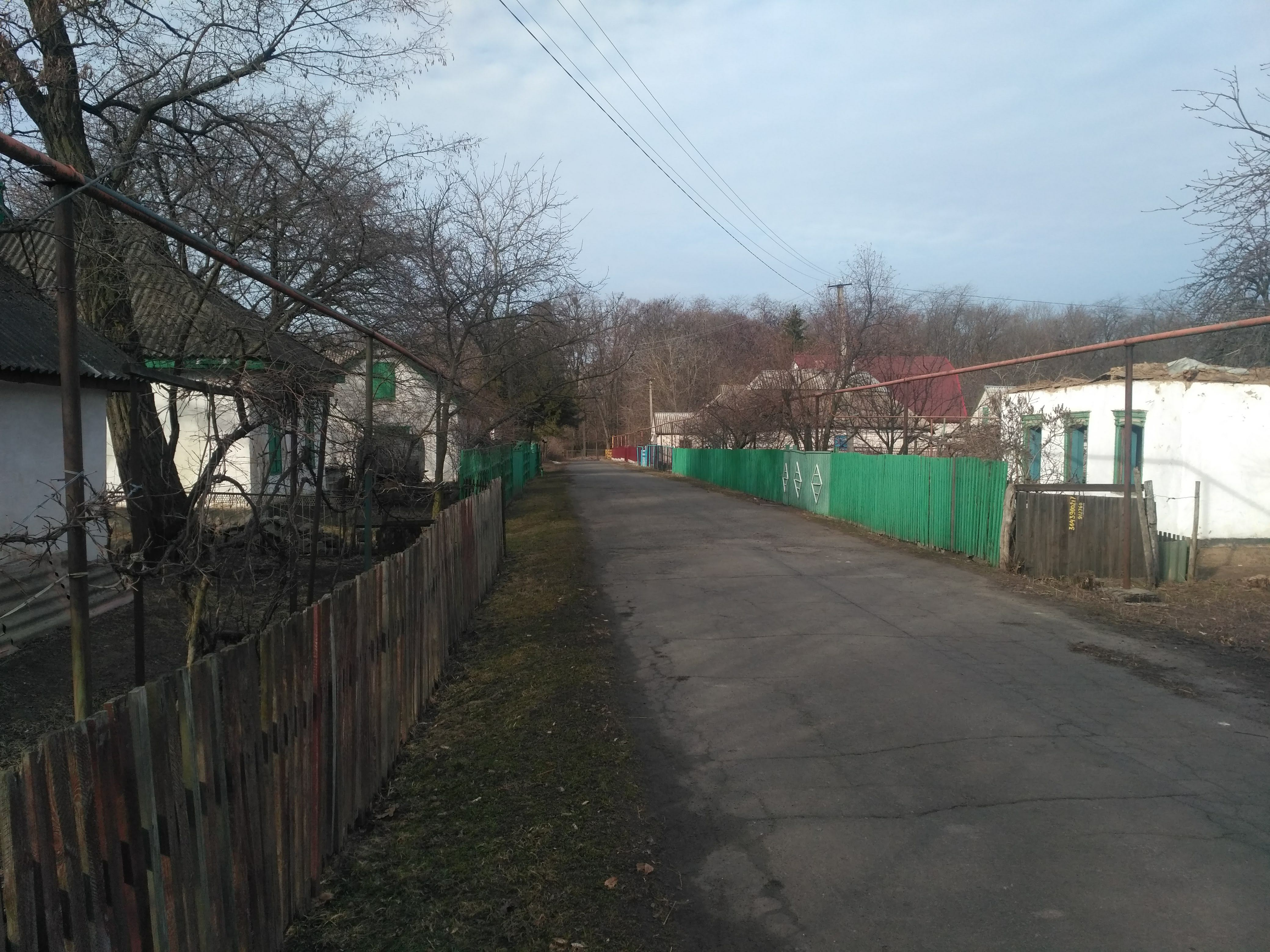

- Роговий Феодосій Кирилович (1925—1992) — український письменник. Лауреат Національної премії України імені Тараса Шевченка за 1992 рік за роман «Свято останнього млива». З 1950 року в селі Устимівка жив і викладав німецьку мову в Устимівський восьмирічній школі.
- Роговий Юрій Феодосійович — український поет і прозаїк. Член Національної спілки письменників України, народився в селі Устимівка.